# Heavy Mental
Albums de Killah Priest
View from Masada
(2000)
Singles
1. Cross My Heart
Sortie : 1997
2. One Step
Sortie : 1998
3. If You Don't Know
Sortie : 1998

Heavy Mental est le premier album studio de Killah Priest, sorti le 10 mars 1998.
Cet album fait de nombreuses références à la mythologie et à la théologie des religions juive, chrétienne et musulmane, établissant des parallèles entre la condition du peuple afro-américain et le peuple juif durant l'exode. 
Un morceau, B.I.B.L.E., apparaissait déjà sur l'opus de GZA, Liquid Swords, sous le titre B.I.B.L.E. (Basic Instructions Before Leaving Earth), et dans une forme légèrement différente.
L'album s'est classé 4e au Top R&B/Hip-Hop Albums et 24e au Billboard 200.

## Liste des titres
| No  | Titre                                                                                            | Contient un (des) sample(s) de                                                                                                   | Durée |
| --- | ------------------------------------------------------------------------------------------------ | --- | ----- |
| 1.  | Intro                                                                                            | | 0:54  |
| 2.  | One Step (featuring Hell Razah et Tekitha – Produit par True Master)                             | I Forgot to Be Your Lover de William Bell It Ain't Long Enough de Judy Clay Wicked Ways des Sunz of Man featuring 7th Ambassador | 4:20  |
| 3.  | Blessed Are Those (Produit par Y-Kim the Illfigure)                                              | | 3:28  |
| 4.  | From Then Till Now (Produit par Y-Kim the Illfigure)                                             | The Man in the Raincoat de Marion Marlowe                                                                                        | 3:44  |
| 5.  | Cross My Heart (featuring GZA et Inspectah Deck – Produit par True Master)                       | | 3:46  |
| 6.  | Fake MC's (Produit par The 4th Disciple)                                                         | My Little Brown Book de Duke Ellington et John Coltrane                                                                          | 3:36  |
| 7.  | It's Over (Produit par The 4th Disciple)                                                         | | 3:29  |
| 8.  | Crusaids (Produit par The 4th Disciple)                                                          | | 0:58  |
| 9.  | Tai Chi (featuring 60 Second Assassin, Father Lord et Hell Razah – Produit par The 4th Disciple) | Don't Leave Me This Way de Thelma Houston Get Out of My Life, Woman de Lee Dorsey Three Times a Lady des Commodores              | 4:02  |
| 10. | Heavy Mental (Produit par Killah Priest)                                                         | | 4:16  |
| 11. | If You Don't Know (featuring Ol' Dirty Bastard – Produit par True Master)                        | I'm for You de Carla Thomas | 5:15  |
| 12. | Atoms to Adam (featuring Shangai the Messenger – Produit par The 4th Disciple)                   | Sweet Pain de Nusrat Fateh Ali Khan et Michael Brook                                                                             | 5:28  |
| 13. | High Explosives (Produit par The Arabian Knight)                                                 | | 3:04  |
| 14. | Wisdom (Produit par The 4th Disciple)                                                            | Someday des Carpenters | 2:03  |
| 15. | B.I.B.L.E. (Produit par The 4th Disciple)                                                        | | 4:52  |
| 16. | Mystic City (featuring Shangai the Messenger – Produit par Y-Kim the Illfigure)                  | | 4:11  |
| 17. | Information (Produit par The 4th Disciple)                                                       | Love Song 1700 de Grover Washington, Jr.                                                                                         | 4:42  |
| 18. | Science Project (featuring Hell Razah – Produit par The 4th Disciple)                            | I Will Love You Always des Stylistics                                                                                            | 4:19  |
| 19. | Almost There (Produit par The 4th Disciple)                                                      | | 3:55  |
| 20. | The Professional (Produit par John the Baptist)                                                  | | 3:48  |